# Idioma kukuya
El idioma kukuya o kikukuya (AFI: [kìkýkȳā]), también conocido como Kukẅa y Teke del sur, forma parte del continuo dialectal de las lenguas teke en la meseta congoleña. Es la única lengua conocida que tiene como fonema el sonido nasal labiodental /ɱ/. El nombre de este idioma viene de la palabra kuya, que significa "meseta".

## Fonología
Las vocales son /i e~ɛ a o~ɔ u/, y pueden ser largas o cortas. /u/ se pronuncia como [y] en la palabra /ɲuni/ ([ɲyni]) y también antes de [j] u otra [y], como por ejemplo en el nombre  Kukuya [kýkȳā].
|             |               | Bilabial | Bilabial | Labiodental | Labiodental | Alveolar | Alveolar | Palatal | Palatal | Velar | Velar | Glotal |
| ----------- | ------------- | -------- | -------- | ----------- | ----------- | -------- | -------- | ------- | ------- | ----- | ----- | ------ |
| Nasal       | Nasal         | m        | m        | ɱ           | ɱ           | n        | n        | ɲ       | ɲ       | ŋ     | ŋ     |        |
| Oclusiva    | Prenasalizada | mpʰ      | mb       |             |             | ntʰ      | nd       |         |         | ŋkʰ   | ŋɡ    |        |
| Oclusiva    | Llana         | p        | b        |             |             | t        | d        |         |         | k~ɡ   | k~ɡ   |        |
| Africada    | Prenasalizada |          |          | ɱp̪fʰ        | ɱb̪v         | ntsʰ     | ndz      |         |         |       |       |        |
| Africada    | Llana         |          |          | p̪f          | b̪v          | ts       | dz       |         |         |       |       |        |
| Fricativa   | Fricativa     |          |          | f           |             | s        | z~j      | z~j     | z~j     |       |       | (h)    |
| Aproximante | Aproximante   |          |          |             |             | l        | l        |         |         | w     | w     |        |

Las consonantes sordas prenasalizadas son aspiradas. Dependiendo del hablante y la región, el sonido representado por ⟨y⟩ puede realizarse como [j] o [z], excepto en la palabra "con", que es siempre [jà]. El sonido nasal labiodental se realiza como [ɱʷ] antes de /a/ y como [ɱ] antes de /i/ y /e/; Paulian (1975) sugiere que esto se debe a un conflicto entre la labialización y las vocales anteriores. La oclusión velar es [k] a principio de palabra y generalmente [ɡ] entre vocales; se da una alternancia similar entre [t] y [ɾ]. /mpf/, /ɱʷ/, /n/ y especialmente /d/ son poco comunes. /h/ se encuentra en una sola palabra muy frecuente, /hé/ ('además').
Las combinaciones de consonante + w son raras y solo ocurren antes de vocales no redondeadas; estas combinaciones incluyen /tw/ [tɕɥ], /sw/ [ɕɥ], /ndzw/ [ndʒɥ], /jw/ [ʑɥ], /kw/ [kɥ]. (Las consonantes no pueden ser /f, l/.) Es posible que los sonidos frecuentes [pf, bv, ɱʷ] (los cuales ocurren antes de /i a u, i e a u, i e a/, respectivamente) son fonémicamente /pw, bw, mw/, pero Paulian (1975) discrepa de este análisis. La combinaciones de consonante + j, tales como /pj, kj/, también son raras (apenas una docena de casos) y solo ocurren antes de /a/. Es posible que los sonidos frecuentes [ts, dz, ɲ] son fonémicamente /tj, dj, nj/, pero no están sujetas a restricciones en cuanto a las vocales que les siguen y Paulian (1975) discrepa de este análisis.  Diacrónicamente, las africadas derivan de oclusiones antes de vocales cerradas o grupos de vocales, y /pf/ deriva de *k en lugar de *p. Las labiodentales no se usan antes de /o/, ni /n/ antes de /u/, ni /ŋ/ antes de /i, u/.
La africadas prenasalizadas son generalmente trascritas como mf, mv, ns, nz. La neutralización fonémica puede ocurrir cuando las consonantes son prenasalizadas:
N + /p, w/ → /mp/
N + /pf, f/ → /ɱp̪f/ ("mf")
N + /d, l/ → /nd/
N + /ts, s/ → /nts/ ("ns")
N + /dz, j/ → /ndz/ ("nz")
Las sílabas se componen principalmente de una consonante y una vocal, con algunas excepciones con la composición CwV y CjV; no existen sílabas que empiecen con vocal. Las raíces (sin contar los prefijos nominales y similares) son de las formas CV, CVV, CVCV, CVVCV, y CVCVCV. En el último caso, se neutraliza la vocal media. Solo hay seis consonantes mediales, /k [ɡ], t [ɾ], n, m, l, p [b]/ , y seis combinaciones de C2C3 medial en el caso de palabras CVCVCV, / –n– m, –t – p, –t – k, –l – p, –l – k,? / .
Paulian (1975) postula tanto el tono como el acento, siendo el tono alto o bajo, aunque no a cada sílaba se le asigna un tono: hay cinco patrones de tono de palabra en el idioma. Las vocales pueden tener dos tonos para lograr esto.

### La consonante nasal labiodental
El idioma kukuya es el único en el que se ha registrado la presencia del sonido consonántico nasal labiodental /ɱ/ como fonema. Este es "acompañado por una fuerte prominencia de ambos labios", siendo [ɱʷ] antes de /a/ y [ɱ] antes de /i/ y /e/, quizás porque la labialización está restringida por las vocales anteriores extendidas; no ocurre antes de las vocales posteriores (redondeadas). Sin embargo, existen algunas dudas de que este gesto pueda hacer una verdadera oclusión debido a los espacios entre los incisivos, que son limados en punta por la gente de Teke, lo que permitiría que el aire fluya durante la oclusión; esto es particularmente pertinente si se tiene en cuenta que una de las palabras con esta consonante, / ɱáá / , significa precisamente 'espacio entre incisivos limados'. Debido a estos factores, / ɱ / podría caracterizarse mejor como una aproximante nasal labiodental [ʋ̃], en lugar de una oclusiva nasal.
Dada su rareza, vale la pena mencionar algunos pares mínimos con otras consonantes:
ɱíì ojos, míì orina, pfìí abertura pequeña
kì-mààlà completar el resto, kì-ɱààlà reírse de
ɱé ellos (clase 4), bvé ellos (clase 8), fè bulbo, mfê el frío
kì-ɱànàmà regocijarse, kì-bvànàmà temblar de miedo
ɱáá espacio entre incisivos limados, mbváá intervalo
ɱáanà bebé, mà-mbvàànì encontrarse